# Penkivka, Șarhorod
Penkivka (în ucraineană Пеньківка) este localitatea de reședință a comunei Penkivka din raionul Șarhorod, regiunea Vinnița, Ucraina.

## Demografie
Componența lingvistică a localității Penkivka
     Ucraineană (97,93%)
     Rusă (1,86%)
     Alte limbi (0,17%)
Conform recensământului din 2001, majoritatea populației localității Penkivka era vorbitoare de ucraineană (97,93%), existând în minoritate și vorbitori de rusă (1,86%).